# Platypeza thomseni
Platypeza thomseni är en tvåvingeart som beskrevs av Shannon 1927. Platypeza thomseni ingår i släktet Platypeza och familjen svampflugor. Inga underarter finns listade i Catalogue of Life.